# Mendelssohn-Werkverzeichnis
Das Mendelssohn-Werkverzeichnis (MWV) ist das erste wissenschaftliche Verzeichnis der Werke von Felix Mendelssohn Bartholdy. Es wurde 2009 von der Sächsischen Akademie der Wissenschaften zu Leipzig unter Projektleitung des deutschen Musikwissenschaftlers Ralf Wehner vorgelegt und beim Verlag Breitkopf & Härtel im Rahmen der Leipziger Ausgabe der Werke von Felix Mendelssohn Bartholdy veröffentlicht.